# Dear White Staffers
Dear White Staffers es una cuenta anónima de Instagram que documenta casos de supuesto mal comportamiento por parte de miembros del Congreso de los Estados Unidos en ejercicio, en su calidad de empleadores del personal del Congreso. La cuenta se creó principalmente para publicar memes sobre ser una persona de color en el entorno desproporcionadamente blanco del personal del Congreso, pero un hilo en enero de 2022 cambió el enfoque de la cuenta para documentar el mal trato del personal del Congreso en general y aumentó significativamente la popularidad de la cuenta en general.
Los asistentes enfrentan una cantidad significativa de desafíos en el desempeño de sus trabajos, incluidos días largos, salarios bajos, falta de diversidad y, como se cubre con frecuencia en el relato, intolerancia en el lugar de trabajo y mal trato por parte de los superiores. Dear White Staffers facilita con frecuencia un vibe check («verificación de vibras») de los legisladores en ejercicio, invitando a que se vuelvan a publicar anécdotas no verificadas y de fuentes múltiples de asistentes del Congreso que envían mensajes anónimos a la cuenta.
El contenido de Dear White Staffers se ha descrito como chisme y, con frecuencia, los verificadores de hechos independientes no lo confirman. A pesar de la imposibilidad de verificar ningún caso, el relato ha recibido elogios por llamar la atención sobre la difícil situación de los empleados del Congreso en general, una conversación que resultó en que algunos empleados se muevan hacia formar sindicatos. Se afirma que Dear White Staffers es observado de cerca por personal del Congreso de alto nivel e incluso por representantes en funciones.

## Antecedentes e historia
Dear White Staffers se ejecuta de forma anónima, aunque Politico identifica al que maneja principalmente la cuenta como hombre y se identifica a sí mismo como una persona de color que trabajó en Capitol Hill a 2022 de April. Dicha persona afirma también que hace todo lo posible para proteger su anonimato, cambiando el rollo de su cámara todos los días y no revelando su conexión con la cuenta a nadie excepto a su pareja.

### 2020-2022: Cuenta de memes
La cuenta fue creada principalmente para publicar memes, buscando documentar las experiencias de ser una persona de color en el entorno desproporcionadamente blanco del personal del Congreso. Al cubrir Dear White Staffers, The Bulwark destacó un informe de 2020 del Centro Conjunto de Estudios Políticos y Económicos, que señaló varias disparidades raciales en la dotación de personal del Capitolio: los afroestadounidenses constituían solo el 3% de los empleados de alto nivel del Senado y el 2% de los jefes de personal de las oficinas del Senado a pesar de representar el 13% de la población de los Estados Unidos, y las personas de color en general constituían solo el 10% de los empleados de alto nivel del Senado a pesar de representar el 40% de la población de los Estados Unidos. El hombre a cargo de manejar Dear White Staffers le contó a Politico que lo confundieron con un asistente de aparcacoches cuando participaba en eventos del Congreso con su empleador, y que la Policía del Capitolio de los Estados Unidos lo trató de manera diferente a los empleados blancos. Los miembros del personal de color a menudo sienten que los canales formales de denuncia no les responden por algunas experiencias negativas, como las microagresiones frecuentes.
Existe cierta disparidad entre las oficinas del Congreso del  Partido Republicano y el Partido Demócrata en el asunto: escribiendo para The Bulwark, Jim Swift atribuye más culpa en las disparidades de contratación a los republicanos, atribuyendo la mayor parte del efecto al hecho de que los republicanos simplemente tienen menos probabilidades de ser negros. Los cargos demócratas tienen una regla informal (similar a la «regla Rooney» de la National Football League) que estipula que se debe considerar al menos un candidato de color para cada puesto; los republicanos no tienen una regla similar.
La primera publicación de Dear White Staffers fue el 30 de enero de 2020 y mostraba la imagen de una persona poniéndose zapatos de payaso; estaba subtitulado «preparándose para bajar en Cap South para ganar menos que mis homólogos masculinos blancos». El nombre de la cuenta es una referencia a Dear White People, una película y luego una serie de Netflix sobre estudiantes negros en una universidad ficticia en la Ivy League. Los memes continuaron durante un par de años; Dear White Staffers ganó poca tracción hasta enero de 2022, cuando se le pidió que «pusiera en marcha un hilo de historias de terror mientras conducían a su miembro del Congreso». La solicitud de la cuenta de historias de sus seguidores obtuvo una cantidad significativa de respuestas, que se volvieron a publicar en Dear White Staffers bajo condición de anonimato.

### 2022-presente: Plataforma para el personal del Congreso
A fines de enero, el papel de la cuenta se había ampliado para documentar el mal trato percibido de los asistentes del Congreso en general. Entre sus quejas, los asistentes citan el exceso de trabajo, los bajos salarios, una cultura laboral tóxica y, a veces, discriminatoria, y una continua falta de diversidad en el personal, con una capacidad cada vez menor para influir en las políticas públicas. Un asistente testificó sobre un código de silencio informal en torno a la calidad del lugar de trabajo y comentó: «si no te gusta tu jefe, te vas y te vas a otra oficina».
Según un informe de la Oficina de Diversidad e Inclusión de la Cámara de Representantes de julio de 2021, los empleados de nivel inicial pueden ganar tan solo $30 000, con un promedio promedio de $59 000. Un informe de 2022 de Issue One encontró que el 13 % de los asistentes del Congreso con sede en la capital de los Estados Unidos no recibieron un salario digno, y el personal de nivel inicial solo ganó el 70 % del salario promedio nacional en 2020. Algunos asistentes han informado a Dear White Staffers que necesitan cupones de alimentos y viviendas subsidiadas para llegar a fin de mes.
Dear White Staffers facilita con frecuencia un vibe check («verificación de vibras») de los legisladores titulares; a solicitud del usuario, la cuenta emitirá una convocatoria de cuentas de la vida laboral en una oficina específica del Congreso. La vibe check es una evaluación general de la experiencia de la oficina: la cultura del lugar de trabajo, el comportamiento del empleador, la intensidad del trabajo, la duración de las horas y el salario. Luego, los seguidores de la cuenta enviarán mensajes directos a Dear White Staffers; los informes varían ampliamente, desde los generalmente positivos hasta relatos de abuso emocional y verbal.
El contenido anónimo publicado por Dear White Staffers ha sido descrito como chisme; Politico se refiere a las historias publicadas por la cuenta como «sin filtrar» y «sin examinar», y The Washington Post dijo que no pudo corroborar de forma independiente las acusaciones contra los legisladores. Sin embargo, cambiar de rumbo fue una gran ayuda para la popularidad de la cuenta; antes del hilo de «historias de terror», la cuenta no había superado los 8000 seguidores. Después de fines de enero, la cuenta aumentó a 20,000 seguidores, en parte gracias a la atención que le dio la cuenta de Instagram DeuxMoi, que publica chismes de celebridades. A mediados de julio, Dear White Staffers tenía 91.000 seguidores.

## Reacciones e impacto
Aunque los comentaristas reconocieron la naturaleza no verificable de los vibe checks de Dear White Staffers, se le atribuye a la cuenta el hecho de llamar la atención sobre las condiciones de trabajo generalmente deficientes y el trabajo insatisfactorio que soportan algunos asistentes del Congreso. Jim Swift dice sobre el contenido de Dear White Staffers: «Estoy aquí para ello. Está provocando una conversación que el Congreso realmente necesita tener, y el relato es tremendamente divertido». La conversación acreditada a Dear White Staffers resultó en un movimiento de sindicalización entre los empleados del Congreso, que fue apoyado por la presidenta de la Cámara Nancy Pelosi y la representante Alexandria Ocasio-Cortez.
La cuenta ha atraído el interés y la ira de los representantes y su personal, tanto de mayor como de menor rango. Los asistentes ven el relato como una forma de catarsis, para estar atentos a acusaciones injustas de malos tratos contra sus jefes, o ambas cosas. Según los asistentes que envían mensajes directos a Dear White Staffers, sus jefes están examinando la información que fluye en la cuenta; el gerente de la cuenta sospecha que varios miembros específicos del Congreso son seguidores suyos a través de cuentas seudónimas. En una entrevista con Politico, cuenta una historia particular en la que recibió la noticia de que los empleados de la oficina de Nancy Pelosi estaban discutiendo la solicitud de una vibe check sobre ella, enviada a Dear White Staffers. En particular, le dijeron que el jefe de personal de Pelosi hizo varias llamadas telefónicas al personal que se ocupaba del asunto. Él comenta: «Estaba como, santa mierda. Esto está llegando a su oficina. Así como, esto está en la oficina de Nancy».